# Les Produits laitiers
Pour l’article homonyme, voir Produit laitier.
Les Produits Laitiers est un label du Centre national interprofessionnel de l’économie laitière (CNIEL), qui a pour objectif de promouvoir la consommation de lait et de ses produits dérivés au travers de diverses campagnes promotionnelles depuis les années 1980.
Initié par le CNIEL, une organisation représentative des producteurs et transformateurs de lait (souvent considérée comme le lobby français du lait,), ce label vise à encourager la consommation des produits laitiers à travers des campagnes promotionnelles innovantes et informatives, sur la cible des 15-25 ans. S'inscrivant dans une longue tradition agricole et gastronomique française, "Les Produits laitiers" cherche à valoriser non seulement les aspects nutritionnels et gustatifs du lait et de ses dérivés, mais aussi leur place dans l'identité culturelle et culinaire de la France.
Au fil des décennies, le label a adapté ses messages et ses méthodes aux évolutions des modes de vie, des attentes des consommateurs, et aux défis du secteur laitier, tout en faisant face à des critiques et des débats liés à la santé, à l'environnement et à l'éthique de la production animale.

## Historique

### Les débuts (années 1980)
Tout commence dans les années 80, où le CNIEL cherche à diffuser un message commun à la population française pour encourager la consommation de produits laitiers. C'est en 1981 que le célèbre slogan "Les produits laitiers sont nos amis pour la vie" est proposé et diffusé très largement à la télévision et à la radio.

### La relance (depuis 2015)
Le CNIEL utilise de façon massive le sponsoring et le placement de produit comme techniques marketing. Plusieurs influenceurs tels que Squeezie, Mister V, McFly et Carlito, Amine m'a tué, RebeuDeter (Billy), Morgan VS ainsi que RadioSexe. Certains journalistes voient "Les produits laitiers" comme "la caution cool et jeune de leur com" de la CNIEL.